# AS Beauvais Oise
AS Beauvais Oise is een Franse voetbalclub uit Beauvais, hoofdstad van het departement Oise.
De club werd in 1945 opgericht als AS Beauvais-Marissel na een fusie tussen Véloce Club Beauvaisien en US de Voisinlieu. In 1986 werd de naam AS Beauvais en in 1989 kwam daar nog Oise achter. Tussen 1985 en 1998 speelde de club met één jaar onderbreking in de tweede klasse. In 1989 werd de kwartfinale van de Coupe de France bereikt en versloeg op weg naar daar eersteklassers Girondins de Bordeaux, SM Caen en Le Havre AC. In de kwartfinale was AJ Auxerre te sterk.
In 2012 degradeerde de club uit de Championnat National. Drie jaar later degradeerde de club opnieuw. Na twee seizoenen in de CFA2 promoveerde de club in 2017 weer naar het vierde niveau, dat voortaan de Championnat National 2 heette, maar kon het behoud niet verzekeren. In het seizoen 2018/19 moest de club maar nipt de duimen leggen tegen Olympique Saint-Quentin in de Championnat National 3, in het seizoen daarop stond de club eerste toen de competitie in maart 2020 vroegtijdig werd stopgezet vanwege de coronapandemie. 

## Erelijst
- Championnat National

2000
- Kampioen CFA

2006, 2020

## Bekende (ex-)spelers
Franck Berrier
 Rachid Bourabia
 Grégory Christ
 Mickaël Citony
 Roy Contout
 Nicolas Florentin
 Eric Groeleken
 Tristan Lahaye
 Rémi Maréval
 Bernard Mendy
 Xavier Mercier
 Ahmed Tangeaoui
 Grégory Thil
 Matthieu Verschuere